# Satu Mäkelä-Nummela
Satu Silja Päivikki Mäkelä-Nummela (Orimattila, 26 ottobre 1970) è una tiratrice a volo finlandese.
Ha vinto la medaglia d'oro olimpica nel tiro a volo alle Olimpiadi 2008 svoltesi a Pechino, in particolare nella specialità trap femminile.
Ha partecipato anche alle Olimpiadi 2012 di Londra e alle Olimpiadi 2020 di Tokyo.
Nelle sue partecipazioni ai campionati mondiali di tiro ha conquistato due medaglie di bronzo (1995 e 2009), entrambe nel trap.

## Palmarès
- Giochi olimpici

Pechino 2008: oro nel trap.
- Campionati mondiali di tiro

Maribor 2009: bronzo nel trap.
Maribor 2009: argento nel trap a squadre.
- Europei

Leobersdorf 2018: bronzo nel trap a squadre.